# Al Shams
Al Shams är en sportklubb från Heliopolis, Kairo, Egypten. Klubben grundades 1963 under namnet Heliopolis sportklubb. Den slogs 1971 samman med Abdel Moneim Riyads skytteklubb och bytte namn till Förenade arabrepublikens klubb. Klubben har haft sitt nuvarande namn sedan 1976.
Klubben har en bred verksamhet med aktivitet inom 42 idrottssektioner och enligt egen uppgift 500 000 medlemmar.

## Sektioner

### Volleyboll
Damlaget har spelat i Women's African Club Championship flera gånger och som bäst blivit tvåa, vilket de blev 2017.